# Cyclospora cayetanensis
Cyclospora cayetanensis är en parasit som första gången beskrevs på Nya Guinea 1979. Då föreslogs att det rörde sig om en ny Isospora-art (ett annat släkte inom samma familj). Under de följande åren gavs oocystor av Cyclospora en mängd olika identiteter som svampsporer, blågröna alger, cyanobakterielik kropp (CLB), coccidialik kropp eller stora Cryptosporidium.
 Konfirmering av släktet skedde 1993 då man lyckades inducera sporulering och visa att organismen var en protozo tillhörande Cyclospora. Denna coccidie gavs då namnet Cyclospora cayetanensis, och i efterhand kunde man se att de tidigare beskrivningarna överensstämde med denna organism. 
Infektion av Cyclospora cayetanensis i människor kan ge upphov till sjukdomen cyclosporiasis, vars främsta symptom är vattentunn, inte blodig diarré med frekventa avföringar. Andra symtom är trötthet, aptitlöshet, viktnedgång, flatulens, illamående, kräkningar, muskelvärk och låggradig feber. Infekterade personer utsöndrar vanligen osporulerade (icke infektiösa) sporozoiter med avföringen, vilket gör smitta mellan personer osannolik. De flesta utbrott rapporterats i samband med konsumtion av frukt och grönsaker. Från Sverige har sedan 1990 endast ett fåtal sporadiska fall (till stor del reserelaterade) diagnostiseras varje år. I juni 2009 inträffade det första verifierade svenska utbrottet, där flera personer (12 verifierade fall) i Stockholmsområdet insjuknade troligen efter intag av sockerärtor från Guatemala. Under 2017 rapporterar Europeiska smittskyddsmyndigheten (ECDC) om utbrott av cyclosporiasis bland europeiska turister som besökt Mexiko.